# Centre collégial de transfert de technologie
Pour un article plus général, voir Enseignement collégial au Québec.
Un centre collégial de transfert de technologie (ou CCTT) est un établissement géré par un cégep ou un collège privé qui a pour mission de réaliser des activités de recherche appliquée, d'aide technique, de formation et de diffusion de l'information dans un domaine spécifique. Il s'agit de centre d'innovation technologique ou sociale qui contribuent au développement économique et social des organisations et des entreprises québécoises,. 
Les CCTT sont regroupés par le réseau des centres collégiaux de transfert, Synchronex. Synchronex favorise le développement et le rayonnement des centres collégiaux pour contribuer au développement économique et social de toutes les régions du Québec, ainsi qu’à celui de la recherche au collégial.
Voici la liste au premier septembre 2019 des centres collégiaux de transfert de technologie et de pratiques sociales novatrices, qui sont des établissements affiliés au réseau collégial du Québec. Il est à noter qu’en 2018, dix nouveaux centres collégiaux de transfert de technologie et de pratiques sociales novatrices ont été créés (ARTENSO, CCEG, Centre RISK, CERASP, CRITAC, CYBER Québec.org, Écofaune Boréale, ExperiSens, JACOBB et LLio ; en gras dans le tableau). Il y a maintenant 59 centres collégiaux, membres de Synchronex, qui accompagnent les entreprises et les organisations dans l’innovation par le soutien technique, le développement technologie ainsi que la formation et l’information.
La liste est présentée par CCTT, cégep affilié, site Internet, ville et année de reconnaissance. 
| CCTT | Cégep affilié                                      | Site Internet                                                   | Ville                       | Année de reconnaissance |
| --- | -------------------------------------------------- | --------------------------------------------------------------- | --------------------------- | ----------------------- |
| Agrinova Recherche et innovation en agriculture                                                                | Collège d'Alma                                     | http://agrinova.qc.ca/                                          | Alma                        | 1996                    |
| ARTENSO Centre de recherche et d'innovation en art et en engagement social                                     | Cégep de Saint-Laurent                             | https://artenso.ca/                                             | Montréal                    | 2018                    |
| Biopterre Centre de développement des bioproduits                                                              | Cégep de La Pocatière                              | http://www.biopterre.com                                        | La Pocatière                | 2007                    |
| C2T3 Centre collégial de transfert de technologie en télécommunications                                        | Cégep de Trois-Rivières                            | http://www.c2t3.qc.ca/                                          | Trois-Rivières              | 2008                    |
| CCEG Centre collégial d’expertise en gérontologie                                                              | Cégep de Drummondville                             | https://www.cegepdrummond.ca/cceg/presentation-ducceg-cctt-psn/ | Drummondville               | 2018                    |
| CDCQ Centre de développement des composites du Québec                                                          | Cégep de Saint-Jérôme                              | http://www.cdcq.qc.ca                                           | Saint-Jérôme                | 1989                    |
| CDRIN Centre de développement et de recherche en imagerie numérique                                            | Cégep de Matane                                    | https://www.cdrin.com/                                          | Matane                      |                         |
| CEDFOB Centre d'expérimentation et de développement en forêt boréale                                           | Cégep de Baie-Comeau                               | http://www.cedfob.qc.ca                                         | Baie-Comeau                 | 2004                    |
| Centre RISC Centre de recherche et d’innovation en sécurité civile                                             | Campus Notre-Dame-de-Foy                           | https://www.centrerisc.com/                                     | Saint-Augustin-de-Desmaures | 2018                    |
| CEPROCQ Centre d’études des procédés chimiques du Québec                                                       | Collège de Maisonneuve                             | http://www.ceprocq.com                                          | Montréal                    | 1996                    |
| CERASP Centre d'expertise et de recherche appliquée en sciences pharmaceutiques                                | Cégep John Abbott et Cégep Gérald Godin            | https://synchronex.ca/cctt/cerasp/                              | Montréal                    | 2018                    |
| CERFO Centre d’enseignement et de recherche en foresterie                                                      | Cégep de Sainte-Foy                                | http://www.cerfo.qc.ca                                          | Québec (ville)              | 1985                    |
| CÉRSÉ Centre d’étude en responsabilité sociale et écocitoyenneté                                               | Collège de Rosemont                                | http://www.cerse.ca                                             | Montréal                    | 2010                    |
| CETAB+ Centre d'expertise et de transfert en agriculture biologique et de proximité                            | Cégep de Victoriaville                             | https://www.cetab.org/                                          | Victoriaville               | 2014                    |
| CGQ Centre de géomatique du Québec                                                                             | Cégep de Chicoutimi                                | http://www.cgq.qc.ca                                            | Saguenay                    | 1997                    |
| CIMEQ Centre d'innovation en microélectronique du Québec                                                       | Collège Lionel-Groulx                              | http://www.cimeq.qc.ca                                          | Sainte-Thérèse              | 1983                    |
| CIMMI Centre en imagerie numérique et médias interactifs                                                       | Cégep de Sainte-Foy                                | https://www.cimmi.ca                                            | Québec (ville)              | 2008                    |
| CINTECH Centre d'innovation technologique en agroalimentaire                                                   | Cégep de Saint-Hyacinthe                           | http://www.cintech.ca/                                          | Saint-Hyacinthe             | 1992                    |
| CIRADD Centre d’initiation à la recherche et d’aide au développement durable                                   | Cégep de la Gaspésie et des Îles                   | http://www.ciradd.ca                                            | Carleton-sur-Mer            | 2010                    |
| CISA Centre d’innovation sociale en agriculture                                                                | Cégep de Victoriaville                             | http://www.cisainnovation.com/                                  | Victoriaville               | 2009                    |
| CMQ Centre de métallurgie du Québec                                                                            | Cégep de Trois-Rivières                            | http://cmqtr.qc.ca/                                             | Trois-Rivières              | 1985                    |
| CNETE Centre national en électrochimie et en technologies environnementales                                    | Cégep de Shawinigan                                | http://www.cnete.qc.ca                                          | Shawinigan                  | 1992                    |
| CPA Centre de production automatisée                                                                           | Cégep de Jonquière                                 | http://www.solutioncpa.com                                      | Saguenay                    | 1984                    |
| CRISPESH Centre de recherche pour l’inclusion des personnes en situation de handicap                           | Cégep du Vieux Montréal, Collège Dawson            | http://www.crispesh.ca                                          | Montréal                    | 2010                    |
| CRITAC Centre de recherche, d’innovation et de transfert en arts du cirque                                     | École nationale de cirque de Montréal              | https://ecolenationaledecirque.ca/fr/lecole/critac              | Montréal                    | 2018                    |
| CRVI Centre de robotique et de vision industrielles                                                            | Cégep de Lévis                                     | http://www.crvi.ca                                              | Lévis                       | 1984                    |
| CTA Centre technologique en aérospatiale                                                                       | Cégep Édouard Montpetit                            | http://www.aerospatiale.org                                     | Longueuil                   | 1993                    |
| CTE Centre des technologies de l’eau                                                                           | Cégep de Saint-Laurent                             | http://www.cteau.com                                            | Montréal                    | 2008                    |
| CTMP Centre de technologie minérale et de plasturgie                                                           | Cégep de Thetford                                  | http://www.ctmp.ca                                              | Thetford Mines              | 1985                    |
| CTRI Centre technologique des résidus industriels                                                              | Cégep de l'Abitibi-Témiscamingue                   | http://www.ctri.qc.ca                                           | Rouyn-Noranda               | 2004                    |
| CTTÉI Centre de transfert technologique en écologie industrielle                                               | Cégep de Sorel-Tracy                               | http://www.cttei.qc.ca                                          | Sorel-Tracy                 | 2002                    |
| CYBER Québec.org Centre de recherche et de transfert en cybersécurité                                          | Cégep de l'Outaouais                               | https://cyberquebec.org/                                        | Gatineau                    | 2018                    |
| ÉCOBES Centre d'Étude des COnditions de vie et des BESoins de la population                                    | Cégep de Jonquière                                 | https://ecobes.cegepjonquiere.ca/                               | Saguenay                    | 2009                    |
| Écofaune boréale Centre collégial de transfert technologique en fourrure nordique                              | Cégep de Saint-Félicien                            | https://synchronex.ca/cctt/ecofaune/                            | Québec                      | 2018                    |
| ExperiSens Centre collégial de transfert technologique de l’expérience client multisensorielle et de l’accueil | ITHQ                                               | https://synchronex.ca/cctt/experisens/                          | Montréal                    | 2018                    |
| Groupe CTT Centre d'excellence des technologies textiles, géosynthétiques et matériaux souples                 | Cégep de Saint-Hyacinthe                           | http://www.gcttg.com                                            | Saint-Hyacinthe             | 1983                    |
| ICI Institut des communications graphiques et de l’imprimabilité                                               | Collège Ahuntsic                                   | http://www.i-ci.ca/                                             | Montréal                    | 1995                    |
| IILQ Institut d’innovation en logistique du Québec                                                             | Cégep André-Laurendeau                             | http://www.iilm.ca                                              | LaSalle                     | 2008                    |
| INÉDI Expertise et recherche en design industriel                                                              | Cégep régional de Lanaudière à Terrebonne          | http://www.inedi.ca/                                            | Terrebonne                  | 2010                    |
| Innofibre Centre d'innovation des produits cellulosiques                                                       | Cégep de Trois-Rivières                            | http://www.innofibre.ca                                         | Trois-Rivières              | 1989                    |
| Innovation maritime Développement du secteur maritime                                                          | Cégep de Rimouski                                  | http://www.innovationmaritime.ca                                | Rimouski                    | 2002                    |
| INOVEM Centre d’innovation en ébénisterie et meuble                                                            | Cégep de Victoriaville                             | http://www.inovem.ca/                                           | Victoriaville               | 1983                    |
| IRIPI Institut de recherche sur l’intégration professionnelle des immigrants                                   | Collège de Maisonneuve                             | http://iripi.ca/                                                | Montréal                    | 2009                    |
| ITEGA Institut de technologie des emballages et du génie alimentaire                                           | Collège de Maisonneuve                             | http://itega.ca/                                                | Montréal                    | 2007                    |
| ITMI Institut technologique de maintenance industrielle                                                        | Cégep de Sept-Îles                                 | http://www.itmi.ca/                                             | Sept-Îles                   | 2008                    |
| IVI Institut du véhicule innovant                                                                              | Cégep de Saint-Jérôme                              | https://www.ivisolutions.ca/                                    | Saint-Jérôme                | 2002                    |
| JACOBB Centre d'intelligence artificielle appliquée                                                            | Cégep John Abbott/Collège de Bois-de-Boulogne      | https://jacobb.ai/                                              | Montréal                    | 2018                    |
| LLio Living Lab en innovation ouverte                                                                          | Cégep de Rivière-du-Loup                           | http://llio.quebec/                                             | Rivière-du-Loup             | 2018                    |
| Mécanium Centre d'innovation en mécanique industrielle                                                         | Cégep Beauce-Appalaches                            | http://www.mecanium.ca                                          | Saint-Georges               | 2004                    |
| Merinov Pêche, aquaculture, transformation et valorisation des produits aquatiques                             | Cégep de la Gaspésie et des Îles                   | http://www.merinov.ca                                           | Gaspé                       | 1983                    |
| Nergica Recherche et innovation en énergies renouvelables                                                      | Cégep de la Gaspésie et des Îles                   | https://nergica.com/                                            | Gaspé                       | 2007                    |
| Kemitek Chimie verte                                                                                           | Cégep de Thetford                                  | http://www.oleotek.org/                                         | Thetford Mines              | 2002                    |
| Optech Centre collégial de transfert technologique en optique- photonique                                      | Cégep de La Pocatière/André-Laurendeau/John Abbott | http://www.cctt-optech.ca                                       | La Pocatière, Montréal      | 2002                    |
| Productique Québec Technologies numériques associées à la production manufacturière                            | Cégep de Sherbrooke                                | http://productique.quebec/                                      | Sherbrooke                  | 1989                    |
| SEREX Service de recherche et d’expertise en transformation des produits forestiers                            | Cégep de Rimouski                                  | http://www.serex.qc.ca                                          | Rimouski                    | 2007                    |
| Solutions Novika Centre spécialisé de technologie physique                                                     | Cégep de La Pocatière                              | https://www.novika.ca/                                          | La Pocatière                | 1983                    |
| TOPMED Recherche et innovation en santé                                                                        | Collège Mérici                                     | https://www.topmed.ca/fr                                        | Québec                      | 2010                    |
| Trans Bio Tech Centre de recherche et de transfert en biotechnologies                                          | Cégep de Lévis                                     | http://www.tbt.qc.ca                                            | Lévis                       | 1998                    |
| Vestechpro Centre de recherche et d’innovation en habillement                                                  | Cégep Marie-Victorin                               | http://www.vestechpro.com                                       | Montréal                    | 2010                    |

## Liens
- https://synchronex.ca/ :  Synchronex : Regroupe les 59 centres collégiaux de transfert de technologie et de pratiques sociales novatrices